# MRE (Rennwagen)
MRE war ein britischer Rennwagenhersteller von Formel-Ford- und Formel-3-Rennwagen der frühen 1970er-Jahre. 
MRE wurde von britischen Maschinenbauer Max Boxtrom gegründet, der auch für die Konstruktion der Rennwagen zuständig war. Das Fahrzeugkonzept machte es möglich, die auf Gitterrohrrahmen beruhenden Fahrzeuge, einfach von der Rennformel Ford auf die Formel 3 umzurüsten. Die Wagen wurden in kleiner Stückzahl gebaut, waren aber nie wirklich wettbewerbsfähig. In England gingen damit Barrie Maskell und der Sohn von Ken Tyrrell, Mike, mit der Formel-3-Version in der heimischen Meisterschaft an den Start, konnten mit dem Wagen aber keine Erfolge erzielen. 1975 verkaufte Boxtrom sein Unternehmen an Tim Schenken und Howden Ganley, die auf der Grundlage von MRE Tiga Race Cars aufbauten.